# Richard Descoings
Richard Jean Marc Descoings (Parigi, 23 giugno 1958 – New York, 3 aprile 2012) è stato un funzionario e politologo francese.

Consigliere di Stato, fino alla morte è stato direttore dell'Institut d'études politiques de Paris (IEP) e amministratore della Fondation nationale des sciences politiques (FNSP).